# جورجيا فلوود
جورجيا فلوود (بالإنجليزية: Georgia Flood)‏ هي ممثلة أسترالية، ولدت في 1994 في فيكتوريا في أستراليا.

## وصلات خارجية
- جورجيا فلوود على موقع IMDb (الإنجليزية)
- جورجيا فلوود على موقع ألو سيني (الفرنسية)
- جورجيا فلوود على موقع ميوزك برينز (الإنجليزية)
- جورجيا فلوود على موقع قاعدة بيانات الفيلم (الإنجليزية)
- جورجيا فلوود على موقع كينوبويسك (الروسية)